# Cardeñosa (Salamanca)
Cardeñosa es una entidad de población española, hoy día deshabitada, del municipio de Topas, perteneciente a la provincia de Salamanca, en la comunidad autónoma de Castilla y León.

## Historia
A mediados del siglo XIX, el lugar, por entonces una alquería agregada al ayuntamiento de Villanueva de Cañedo, tenía contabilizada una población de 19 habitantes. Aparece descrito en el quinto volumen del Diccionario geográfico-estadístico-histórico de España y sus posesiones de Ultramar de Pascual Madoz de la siguiente manera:

CARDEÑOSA: alq. agregada al ayunt. de Villanueva de Cañedo (V.), en la prov., part. jud. y dióc. de Salamanca (3 leg.), aud. terr. y c. g. de Valládolid (18): sit. sobre una pequeña colina y compuesta de 5 casas. Confina al N. con su matriz (1/2 leg.); E. con el desp. Torrejon (1/4); S. Valdunciel (1/4), y O. Huelmos (1/4). Se estiende 1/2 leg. de N. á S. 1/4 de E.á O., y comprende 670 huebras, cuyo terreno es una cuarta parte de primera calidad, dos de mediana, una de inferior, y tiene 2 montes bastante poblados hacia el N. y S.: le atraviesan 2 arroyos, uno de ellos nace de una fuente llamada el Manojal, en el térm. de Topas, y el otro en el de Aldeanueva de Figueroa, de otra fuente titulada la Reguera: en este se confunden las aguas de la fuente de Torre-Perales, y Corriendo al O. Baña á Espino, á dicha Torre, Topas, Cañedino, Santibañez, y Casa-blanca por el N., y por el E. á Tordaguila, Torrejon, Cardeñosa, Huelmos, y Forfoleda, desembocando en el Cañedo junto á Torres-menudas. prod.: cereales y ganados. pobl.: 5 vec., 19 alm. cap. terr. prod.: 148,800 rs. imp.: 7,240.
(Madoz, 1846, p. 555)

En 2023 la entidad singular de población de Cardeñosa, perteneciente al municipio de Topas, tenía empadronados 0 habitantes, encontrándose despoblado desde 2006.